# Hanley Hills
Hanley Hills est un village situé en banlieue de Saint-Louis dans le comté de Saint-Louis, dans le Missouri, aux États-Unis,. Il est incorporé en 1959.

## Démographie
Lors du recensement de 2010, le village comptait une population de 2 101 habitants. Elle est également estimée, en 2016, à 2 115 habitants.

### Source de la traduction
- (en) Cet article est partiellement ou en totalité issu de l’article de Wikipédia en anglais intitulé « Hanley Hills, Missouri » (voir la liste des auteurs).